# Suhoricicea, Simferopol
Suhoricicea (în ucraineană Сухоріччя) este un sat în comuna Novoandriivka din raionul Simferopol, Republica Autonomă Crimeea, Ucraina.

## Demografie
Componența lingvistică a localității Suhoricicea
     Rusă (98,82%)
     Ucraineană (1,18%)
Conform recensământului din 2001, majoritatea populației localității Suhoricicea era vorbitoare de rusă (98,82%), existând în minoritate și vorbitori de ucraineană (1,18%).